# Karl Lütge (Schriftsteller)
Karl Lütge (* 21. Dezember 1895 in Nordhausen am Harz; † 27. Juli 1965 in Karlsruhe) war ein deutscher Journalist und Schriftsteller. Er schrieb auch unter dem Pseudonym Karl Friedrich Luitpold.

## Leben
Karl Lütge wurde am 21. Dezember 1895 als Sohn eines Schuhfabrikanten in Nordhausen am Harz geboren. Hier absolvierte er eine kaufmännische Lehre sowie in Quedlinburg und studierte später in Leipzig. Sein erster Roman „Das Schloß im Harz“ erschien 1916 in Berlin. Von 1920 bis 1924 war er Redakteur im Zeitschriften-Verlag Bernhard Meyer in Leipzig. Später wurde er freiberuflicher Schriftsteller und lebte in Leipzig und Nordhausen, ab 1933 in Berlin. 1922 erschien sein Schauspiel „Der Minutenkönig von Dalmatien“.
1926 brachte er zusammen mit Fritz Brather das Heimatbuch „Harz und Kyffhäuser“ heraus.
Karl Lütge bereiste mehrere Länder und wurde nach 1945 Dozent an der Volkshochschule in Neustadt an der Orla. Er lebte in Bad Wiessee am Tegernsee, zuletzt in Karlsruhe.

## Werke
- Das Schloß im Harz, Roman, 1916
- Der Flug zur Sonne, Roman, 1917
- Die Hohensteinerin, Roman, 1917
- Dämon Ehrgeiz, Roman, 1918
- Sommerglück, Roman, 1919
- Der ledige Lebemann. Sittenroman, 1919
- Die vorn Film. Sittenroman, 1920
- Zirkuskünstler, Roman, 1921
- Das Geheimnis der Sackgasse. Zweites Abenteuer des Detektivs Lukas Hull, 1921
- Der rätselhafte Storchnestklub. Viertes Abenteuer des Detektivs Lukas Hull, 1921
- Sie war des andern, Roman, 1923
- Um einen Mann. Die Tragödie einer ganzen Stadt, Roman, 1924
- Die schönste Frau, Roman, 1925
- Harz und Kyffhäuser, mit Fritz Brather, 1926
- Um eine Frau, Roman, 1927
- Der Lügenbuchhalter und andere ernste und heitere Geschichten, 1928
- Bitte, Platz nehmen! Eine Fibel für Reisebeflissene, 1929
- Einer aus der Rotte, Roman, 1931
- Lotte bringt alles fertig, Roman, 1935
- Vorn Großstadtjungen zum Waldläufer, 1935
- Der Autotramp. Eine Skizze, 1935
- Der Gefangene der Nus, Roman, 1936
- Erika macht Umsatz. Jungmädchenerzählung, 1936
- Berlin-Ostsee, 1936
- Berlin-Aachen, 1936
- Der Stein im Brief, Roman, 1937
- Der Durchgänger, 1937
- Der Goldschatz der Lappen, 1937
- Die goldene Stirn, Roman, 1938
- Die fremde Dame in der Nacht, Roman, 1939